# Mats Gustafson (modeillustratör)
Mats Gustafson, född 1951, är en svensk akvarellist och modeillustratör, verksam i New York.

## Biografi
Gustafson var inledningsvis inriktad på att arbeta med film eller teater, och har en utbildning inom scendesign. Under sin utbildning fick han några av sina illustrationer publicerade i svenska modemagasin och fick uppdrag för H&M. I slutet av 1970-talet visade han några av sina verk för den dåvarande redaktören för Vogue, Grace Coddington, och fick genom henne uppdrag att illustrera kommande modekollektioner i Paris. Han flyttade 1980 till New York, och har allt sedan dess arbetat som illustratör. Från sent 1980-tal och hela 1990-talet arbetade han med italienska Vogue.
Gustafson är känd för sina akvareller som sparsmakat återger linjer, färger, fall och uttryck från modekollektioner.
2013 fick Gustafson av modehuset Dior uppdraget att skapa illustrationer av deras kollektioner genom tiderna och utforma en bok för att dokumentera modehusets historia. Boken gavs ut i samband med Diors 70-årsjubileum 2016.
Sommaren 2019 visades urval av Gustafsons produktion i en separatutställning på Nordiska Akvarellmuseet uppdelad i tre delar: natur, porträtt och mode. En recensent skrev att "den inneboende skirheten och rörelsen i akvarelltekniken når sin absoluta kulmen i hans vibrerande modeteckningar".